# Exofilie
Exofilie (anglicky exophilia) je „fetišismus, jehož předmětem je sexualita mimozemšťanů“. Jinými slovy, je to sexuální rozkoš a vzrušení způsobené představou sexuální aktivity s mimozemskou bytostí nebo jinou formou života v nehumanoidní formě. Tento termín zavedl spisovatel Supervert v knize Extraterrestrial Sex Fetish z roku 2001. Protože termín exofilie vznikl v literárním díle, nejde o parafilii uznávanou odborníky, viz např. příručka Americké psychologické společnosti Diagnostický a statistický manuál duševních poruch, 5. vydaní (DSM).

## Galerie

Design mimozemského parazita Xenomorfa v sáze Vetřelec, který úmyslně evokuje děsivé erotické fantazie